# Border Treasure
Border Treasure è un film del 1950 diretto da George Archainbaud.
È un western statunitense con Tim Holt, Jane Nigh e John Doucette.

## Produzione
Il film, diretto da George Archainbaud su una sceneggiatura di Norman Houston, fu prodotto da Herman Schlom per la RKO Radio Pictures. Fu girato nelle Alabama Hills e nell'Anchor Ranch a Lone Pine, nell'RKO Encino Ranch a Encino e a San Fernando Mission, Mission Hills, in California, dal 27 marzo ai primi di aprile del 1950. Il titolo di lavorazione fu Treasure of Los Alamos.

## Distribuzione
Il film fu distribuito negli Stati Uniti dal 5 agosto 1950 al cinema dalla RKO Radio Pictures. È stato distribuito anche in Brasile con il titolo Tesouro da Fronteira.

### Promozione
Le tagline sono:
- SPLIT-TRIGGER ACTION Along the Mexican Border!
- SILVER!... JEWELS!... DIAMONDS!... Target Of Terror Bandits!
- BANDITS LOOT 'MERCY MONEY'...but they reckon without Tim's guns!
- BLONDE IN DISTRESS PROVES BANDIT BAIT...as Tim fights for a fortune in plunder!
- TIM'S THE ROBIN HOOD OF THE RIO! He's all-out for vengeance on border badmen who hi-jack "mercy money"...and finds himself in a crossfire between a blonde, a brunette and border bandits!
- ROARING SAGE OF RIO BARMEN! Silver!...jewels!...diamonds!..loot of the bandit gang that blasts Tim into his most thrilling adventure!